# Matadi
Matadi városa a Kongói Demokratikus Köztársaság legfontosabb tengeri kikötője, a Kongó-központi tartomány (korábban Alsó-Kongó) fővárosa. Lakossága a 2004-es adatok szerint 245 862. A várost Sir Henry Morton Stanley alapította 1879-ben. A városban beszélt nemzeti nyelv a kikongo.

## Elhelyezkedése
Matadi a Kongó bal partján fekszik. Elhelyezkedése különleges, mivel a folyó torkolatától 148 km-re és a folyó alsó szakaszának utolsó hajózható pontjától 8 km-re fekszik, amely fölött a folyó zúgókon és vízeséseken esik alá a magasabban fekvő Kongó-medencéből.

## Kultúrája
A Matadi szó a helyi nemzeti kikongo nyelven követ jelent. Ezért a várost „kővárosnak” is nevezik. A város meredek hegyoldalban épült, a helyiek szerint, aki Matadiban él, annak ismernie kell a felkapaszkodi, leereszkedni és izzadni igéket. A folyón felfelé több barlang található, nevük „Diogo Cão sziklája”, a nevet a portugál felfedezőről kapta, aki 1485-ben sziklarajzokkal jelölte útjának felső határát a Kongó folyón.
A Cambier-hegy és a Yelaba zúgók szintén a város közelében találhatók.

## Infrastruktúra
A Kongó torkolatában található Afrika egyik legnagyobb kikötője. A folyón feljebb található Matadi mellett három kikötő fekszik itt: Boma és Banana a Kongói Demokratikus Köztársaság, valamint Soyo városa Angola területén. Matadi fontos külkereskedelmi központ, melyen az egész ország export és import termékeinek nagy része áthalad. A legfontosabb exportcikkek a kávé és a faáru.  Az állami tulajdonú „Pemarza” halászati vállalat innen szállít halat a fővárosba, Kinshasába. A közelben fekszik a Tshimpi Airport (IATA: MAT, ICAO: FZAM), melyet az utóbbi jelentések szerint használaton kívül helyeztek.
A Matadi-híd egy 722 m hosszúságú függesztett híd, melynek legnagyobb fesztávja 520 m. A hidat 1983-ban helyezték forgalomba. A híd Mataditól délre keresztezi a folyót, a Kinshasától a tengerpartig vezető út fontos láncszeme. Az út innen Boma, Muanda és Banana felé vezet. Bár a hidat vegyes használatúra építették, jelenleg nincs rajta vasúti forgalom. Matadi kikötőjében végződik a Matadit Kinshasával összekötő 366 km hosszú vasútvonal.
A Mpozo folyón épített erőmű látja el a város elektromos energiával.

## Területi felosztása
A várost az alábbi kerületek alkotják:

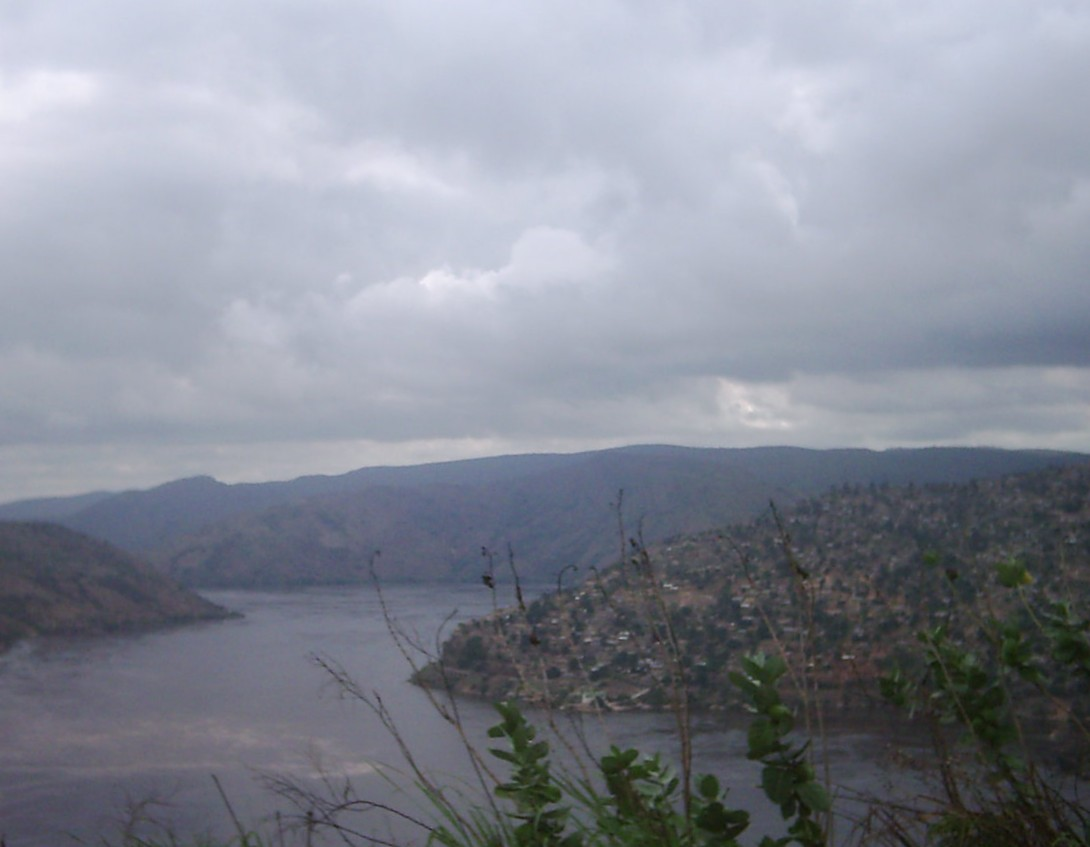
A Kongó folyó Matadinál

- Matadi,
- Nzanza,
- Mvuzi